# Aleksandrija
Aleksandrija (bułg. Александрия) – wieś w Bułgarii, w obwodzie Dobricz, w gminie Kruszari. Według danych szacunkowych Ujednoliconego Systemu Ewidencji Ludności oraz Usług Administracyjnych dla Ludności, 15 czerwca 2022 roku miejscowość liczyła 62 mieszkańców.

## Klimat
Klimat jest umiarkowanie kontynentalny i charakteryzuje się słoneczną, lecz chłodną wiosną; gorącym latem, ciepłą jesienią i mroźną zimą.

## Historia
Stara turecka nazwa wsi to Kapaklii. Została zmieniona na Aleksandrię przez ustawę 9283 z dnia 22 grudnia 1882 r. W okresie od 1913 do 1940  wieś Aleksandrija znajdowała się w Królestwie Rumunii.

## Infrastruktura
We wsi znajduje się poczta, czitaliszte z biblioteką, dwa sklepy spożywcze oraz karczma.

## Przyroda
W pobliżu wsi Aleksandrija, na obszarze 71 hektarów, znajduje się zabytek przyrodniczy „Las aleksandryjski”.